# Jardín Botánico de la Universidad de Kentucky
El Jardín Botánico Centro de Investigación y Educación de la Universidad de Kentucky (en inglés : University of Kentucky Research and Education Center Botanical Garden), también conocido como UK REC Botanical Garden, es una granja centro de investigaciones y jardín botánico de 520 hectáreas (1300 acres) de extensión, administrado por la Universidad de Kentucky en Princeton.

## Localización
UK Research & Education Center, Nursery Crops Development Center P.O. Box 469, 1205 Hopkinsville Street Princeton, Caldwell county, Kentucky KY 42445-0469, United States of America-Estados Unidos de América.
Planos y vistas satelitales.37°6′28″N 87°52′57″O / 37.10778, -87.88250

## Historia
El "University's Agricultural Experiment Station" fue establecido en 1885, con la subestación del Kentucky Occidental en Princeton creada en 1925.

## Colecciones
Actualmente en la granja de la estación experimental se cultivan cosechas de maíz, trigo, soja, tabaco, frutas, berzas y plantas ornamentales, dedicadas a su estudio y mejora.
La localización de Princeton también incluye unos 10 acres ( 40.000 m²) de huertos/viñedo, más de 2 acres ( 8.000 m²) de uvas de mesa, y 1.5 acres ( 6.000 m²) para la investigación en árboles frutales pequeños y ornamentales.